# المؤتمر الثامن لحق المرأة الدولي في الاقتراع
المؤتمر الثامن لحق المرأة الدولي في الاقتراع، بين 6 و 12 يونيه 1920، في جنيف، سويسرا.

## المؤتمر
تم استدعاء التحالف الدولي لحق المرأة في التصويت لاجتماعه الثامن في الفترة من 6 إلى 12 يونيو 1920، في جنيف بسويسرا، بناء علي طلب رئيسه، كاري شابمان، بعد سبعة سنوات بدلًا من العامين المعتادين بعد آخر مؤتمر، حيث كان اندلاع الحرب العالمية الأولى في عام 1914  سببا للفجوة الكبيره. في صباح يوم الأحد 6 يونيو،  تحدثت امرأه في الكنيسة الوطنية، كاتدرائية القديس بطرس، لأول مره في تاريخ جنيف. بشرت أ. مود رويدن من بريطانيا العظمى  باللغتين الفرنسية والإنجليزية لجمهور ملأ الكاتدرائية، أرسلته سلطات الكنسية الكاثوليكية من إنجلترا لهذا الغرض،   وكانت قد ألقت خطبة أمام المؤتمر في قداس خاص في نوتردام في صباح ذلك اليوم في قاعة الأب التاسعة. أقامت إميلي غورد، رئيسة الجمعية الوطنية السويسرية لحق الاقتراع، في فترة ما بعد الظهر، حفل استقبال في حديقة بو سيجور. كما اعطي عنوانين الترحيب في المساء، كل من، M. J. Mussard ، رئيس كانتون جنيف؛ Chaponniere Chaix ، رئيس المجلس الوطني السويسري للمرأة و Mlle. Gourd في اجتماع عام أقيم في plainpalaisوالتي قدمت ردود موظفات التحالف آني فوروهلم، فنلندا؛ السيدة. دي ويت شلمبرجير، فرنسا، وآنا ليندمان، ألمانيا. ثم القت كات خطابها الذي وصفت فيه الفوضي الجسديه والعقليه والاخلاقيه الناجمه عن الحرب، والمشاكل الهائله التي سيتم حلها الآن. 
أوضحت كات كيف نجح الاقتراع في بعض البلدان حيث لم يُبذل أي جهد من أجله، بينما في بلدان أخرى عملت فيها النساء بأقصى ما في وسعهن وما زلن محرومات من حقوقهن، وأجرت مراجعة صارخة للوضع في الولايات المتحدة، حيث تم حجبه لفترة طويلة. كما اثنت ثناء بليغ علي Susan B. Anthony, مؤسسة التحالف، والدكتورة آنا هوارد شو، التي ساعدتها في تأسيسه وقامت بحضور كل المؤتمرات لكنها توفيت في العام السابق.وأوضحت للمندوبين المفوضين المسؤولية الكبيرة التي وضعت في أيديهم ومن خلالها القوة الكبيرة التي سيحصلون عليها في إعادة خلق العالم وقالت: «أعتقد أنه لو تم منح التصويت للنساء قبل خمسة وعشرين عامًا، فإن نفوذهم القومي كان سيخمد السياسة العالمية لدرجة أنه لم يكن لتكون هناك حرب عالمية.»
ومن بين الأشياء العديدة التي حققها التحالف ما يلي: تحفيز انتشار الديمقراطية وتجنب حرب عالمية أخرى؛  تثبيط الثورة بإثبات أن التغيير يمكن أن يتحقق من خلال الأساليب السياسية السلمية؛  تشجيع التعليم والتنوير في جميع أنحاء العالم؛ الحفاظ على الإيمان بالحكم الذاتي عندما يفشل في تلبية التوقعات. تم اقتراح طرق لتحقيق هذه النتائج، وقد أعجبت النساء الأصغر سنا بأن هذه ستكون مهمتهن، لأن الأكبرسنا قد أنتهين من عملهن عمليا.
أراد عدد قليل من المفوضين حل التحالف؛ بينما رغب عدد قليل من الأشخاص الآخرين في تغيير طبيعة أغراضه، لكن بأغلبية ساحقة، تم التصويت على الاستمرار على غرار الخطوط الأصلية، على الرغم من توسيعها، إلى أن تم منح نساء جميع البلدان حق التصويت. انعقد المؤتمر في ميزون كومونالي دي بلينباليه، وهي قاعة المدينة الكبيرة في إحدى ضواحي جنيف، حيث قدمت البلديه حفل استقبال للأعضاء في احدي الأمسيات. كانت الحدائق المظللة والشرفة المشمسة مسرحًا للعديد من التجمعات الاجتماعية. افتتح المؤتمر بقائمة انتصارات حق الاقتراع وأظهرت الردود تسجيلا لا يصدق هو أن تقريبا عشرين دولة قد منحت نساءها حق الاقتراع خلال سنوات الحرب! تم تحرير التقرير الرسمي من قبل الآنسة كريستال ماكميلان، أمينة التسجيل في التحالف الدولي، وكانت المقدمة عبارة عن مراجعة بيانية، والتي قالت في جزء منها: 
على الرغم من صعوبات السفر وحقيقة أنه تم إعطاء إشعار لمدة ثلاثة أشهر فقط، كان الاجتماع في جنيف أكثر تمثيلا من أي اجتماع سابق. كانت النساء حاضرات من ستة وثلاثين دولة. من بين الستة وعشرين المنتسبين للتحالف في وقت الاجتماع الأخير، في عام 1913، أظهر تسعة عشرمساعد  نشاطهم المستمر من خلال إرسال مندوبين معتمدين بالكامل إلى جنيف. حضر ممثلون أيضًا من المساعدين السابقين في النمسا وألمانيا، الذين مُنحوا حقوق العضوية الكاملة. لم تتمكن الرئيسة الروسية، الهاربه من بلدها، من الحضور، لكنها بعثت بتحياتها. امتنع المجتمع البلجيكي عن المشاركة، ولم يرد أي رد من المساعدين البولنديين والبرتغاليين.
أرسلت أربع دول (اليونان وإسبانيا والأرجنتين وأوروغواي)  وفودًا من جمعيات الاقتراع الوطنية المنشأة حديثًا، والتي تم قبولها في التحالف. بالإضافة إلى ذلك، كانت هناك نساء حاضرات من أرمينيا، القرم، ليتونيا، ليتوانيا، لوكسمبورغ، نيوزيلندا، بولندا، تركيا وأوكرانيا. لأول مرة، جاءت نساء من الهند واليابان يخبرن عن بدايات الحركة المنظمة بين نساء الشرق. كانت صعوبات السفر هي فقط التي حالت دون وصول المندوبين الذين بدأوا رحلاتهم من الصين ومصر وفلسطين في الوقت المحدد للمؤتمر. ولأول مرة تمثل البلدان التي تتمتع فيها المرأة بحق الاقتراع الكامل أكثر من نصف مندوبي التصويت. تم الاعتراف بالأهمية السياسية المتزايدة للمؤتمر من قبل حكومات العالم، منها ثمانية عشر في أوروبا عينت ممثلين رسميين، وأيضا الولايات المتحدة الأمريكية وأوروغواي في أمريكا الجنوبية. كما أرسلت الأمانة العامة  لعصبة الأمم ممثلاً لها.
كان اعلان عن التفاصيل من قبل ممثلي العديد من الدول التي أعطت الأهلية السياسية والاقتراع للمرأة بين عامي 1913 و 1920 - النمسا، شرق إفريقيا البريطانية، كندا، القرم، التشيك-سلوفاكيا، الدنمارك، استونيا وألمانيا وبريطانيا العظمى والمجر وأيسلندا وليتونيا وليتوانيا ولوكسمبورغ وهولندا وبولندا وروديسيا وروسيا والسويد وأوكرانيا وستة دول أخرى في الولايات المتحدة هي الميزه البارزه لجلسة العمل الأولي. وقد أعلن أن النساء يشغلن مناصب في البرلمان في غالبية هذه البلدان، في حين أن أعدادًا كبيرة منهن أعضاء في المجالس البلدية. أقرالتعديل الاتحادي لحق الاقتراع في مجلسي الكونغرس في الولايات المتحده وتم التصديق عليه من قبل 35 من الولايات الستة والثلاثين اللازمة. منحت صربيا وبلجيكا ورومانيا حق الاقتراع البلدي للنساء والصهاينة في فلسطين، ومنحت كومونة فيومي حق الاقتراع والأهلية على قدم المساواة. ... تقرر اتخاذ قرار في المؤتمر المقبل بجلسة لا تتحدث فيها إلا النساء اللائي يحق لهن التصويت.  تم قبول جمعية حقوق المرأة الكاثوليكية في بريطانيا العظمى كعضو في التحالف.
في يوم الاثنين، كانت لخطب خمس نساء أعضاء في البرلمان ميزه خاصه، هيلين رينج روبنسون (مجلس شيوخ الولاية)، كولورادو؛ ايلنا مونش، الدنمارك؛ آني فوروهلم، فنلندا؛ سيدة أستور، بريطانيا العظمى؛ تيكلا كوفمان، فيرتنبرج. وإجمالا، حضرت المؤتمر تسع نساء من أعضاء البرلمان. أما الآخرون، الذين تحدثوا في اجتماعات لاحقة، فهم فراو بوريان وعادلهايد بوب من النمسا؛ السيدة.  بتكافيتشايت من ليتوانيا وأديل شريبر كريجر، الذين تم انتخابهم للرايخستاغ الألماني خلال المؤتمر. يوم الأربعاء في الاجتماع الكبير في قاعة الإصلاح، ألقيت كلمات مدتها ثلاث دقائق من قبل ممثلي كل دولة من الدول الممنوحة  في التحالف. تم توضيح جانب جديد آخر في اجتماع الخميس الذي خاطبته نساء من الهند والصين. وأظهرت الخطب مدى تشابه صعوبات نساء الشرق والغرب ومقدار الأرض الجديدة التي لا يزال يتعين كسرها قبل تحقيق هدف التحالف. 
تم تخصيص الاوقات الصباحية لاجتماعات العمل المتعلقة بالعمل المستقبلي للتحالف وكانوا في حالة انعقاد في وقت واحد في غرف مختلفة في المبنى الكبير - سياسات المرأة والحزب، والوضع القانوني للمرأة، والمساواة المدنية، والقيمة الاقتصادية للعمل المنزلي للزوجات، الأمهات، المساواة في الأجر مقابل العمل المتساوي، المعيار الأخلاقي الفردي، حماية الطفولة - أسئلة تؤثر على رفاهية المجتمع بأسره في جميع المجالات، وتضغط من أجل ايجاد الحل وفي جميعها نفس الشيء تقريبًا. اما فترات الظهيرة فقد كرست إلى حد كبير لتقارير من العديد من البلدان. قالت القائدة النسائية، وهي عضو في الاتحاد الوطني لجمعيات المساواة في المواطنة في بريطانيا العظمى، في روايتها للكونجرس 
كان تأثير هذه التقارير دراميا، اختلط، كما كان دائما، بذكريات الظروف الغريبة والمريرة التي حدث فيها التغيير. بعض البلدان التي كانت في حالة حرب، جاء حق الانتخاب في خضم الثورة والشغب والكوارث؛ في حالات أخرى، جاء جديدا مع بداية حياتهم الوطنية المستقلة وتقريباً كوضع طبيعي. وقال مندوبو دول أوروبا واحدا بعد الآخر: «لقد كافح رجالنا ونسائنا سويا من أجل حريتنا الوطنية، وهكذا عندما تم منح أي واحد منا حق الانتخاب، كنا جميعًا رجالا ونساءا لنا نس الحق». كان التقرير المتعلق بانتخاب النساء للهيئات الوطنية أو البلدية مثيراً للاهتمام وكان مفاجئاً في كثير من النواحي. تفوقت ألمانيا بسهولة على البلدان الأخرى في هذا الصدد، حيث حصلت على 39 امرأة في الجمعية الوطنية الأخيرة، 155 في برلمانات الولايات المتحدة و 4000 في الهيئات المحلية والبلدية. في الدنمارك، سجل النجاح الذي أعقب انتخاب النساء كان مذهلاً 
قام (قامت) كات،  (رئيسة) التحالف، بالترحيب بكل ممثل جديد باسم جميع البلدان، وعلى الرغم من الانتصارات التي تم تحقيقها في أوقات التوتر والحرب، لكن الفرح خلا من  التنافس، لأنه في الكونجرس من اليوم الأول وحتى الأخير لم يتم العثور على أي علامة تدل على سوء المعاملة أو العداوة. ولا يرجع هذا لأن المندوبين نسوا أو تجاهلوا الوجود الأخير للحرب ؛ فلن يفترض أحد ممن رآهم للحظة أنهم يجتمعون في أي جنة عمياء أو عاطفية لمجموعة من الحمقى. كانت خلافاتهم واختلافات دولهم واضحة في أذهانهم ولم ينسوا ولا يرغبون في نسيان المناطق المدمرة، والأطفال الجائعين وشعوب العالم التي تعاني. وهم التقوا وهم متباينون ربما بعمق في مشاعرهم الوطنية وذكرياتهم وأحكامهم لكنهم التقوا وقد  عقدوا العزم على الاتفاق حيثما يوجد الأتفاق ؛ علي التفاهم أينما يمكن التوصل إلى التفاهم والتعاون مع أفضل ما لديهم من إرادة وذكائهم في ضمان الاستقرار المستقبلي في العالم 
كان واحدا من التقارير الهامة ذلك الصادر عن اللجنة الرئيسية المكونة من من كات والسيدة ميليسنت جاريت فاوسيت، النائب الأول لرئيس التحالف وأديلا ستانتون كوت، أمينة الصندوق، والآنسة ماكميلان.
كات السيدة كويت الرئيسة للسنتين الاوليتين وتولت السيدة فاويست بقية المدة.
تم حذف جوس سفراجي بعد المؤتمر الذي عقد في بودابست عام 1913، انتقلت الصحيفة الشهرية الرسمية من روتردام إلى لندن وتم تأسيس المقر الرئيسي الدولي هناك. وعلي مدار الأعوام السبعة التالية ، عقد أعضاء اللجنة الثلاثة المقيمون في لندن اجتماعات منتظمة ، بلغ عددها سبعون وذلك للتشاور مع السيدة كات عبر الرسائل أو البرق عند الضرورة. كانت الآنسة ماري شيبشانكس محررة وسكرتيرة المقر الرئيسي. وقال التقرير "لقد شغلت هذا المنصب بقبول كبير حتى عام 1919"، وكان من دواعي الأسف الشديد قبول استقالتها ، وعينت السيدة إليزابيث أبوت في مكانها ، حيث كان لها صلة بالتحضيرات للمؤتمر الحالي كم كان لقدرتها التنظيمية قيمتها الخاصة ". تم تعيين روسيكا شفيمر من المجر كسكرتيرة صحفية لتزويد الصحافة الدولية بالأخبار ، لكنها لم تكد تبدأ عملها حتي اندلعت الحرب واستقالت من منصبها لتولي العمل من أجل السلام 
ذكر التقرير عن اجتماع الموظفون الدوليون وعدد من الرؤساء الوطنيون الذي عقد في لندن في يوليو 1914، لاتخاذ الترتيبات اللازمة للمؤتمر في برلين في العام المقبل. كان من بين العديد من حفلات الاستقبال الاجتماعية التي تم تقديمها واحدة في مجلس العموم والأخرى في منزل رئيس الوزراء السابق بلفور. كانت السيدة كات قد بدأت للتو رحلتها للوطن عندما بدأت الحرب. أصدر الضباط في لندن في وقت واحد بيانًا باسم التحالف وقدموه إلى وزارة الخارجية البريطانية والسفراء والوزراء في لندن ، والذي قال بعد الأشارة إلى عجز النساء في هذه الساعة الحاسمة: «نحن نساء من  ستة وعشرين بلدا ، وقد بعد أن توحدنا معًا في التحالف الدولي لحق المرأة في الاقتراع بهدف الحصول على الوسائل السياسية لمشاركة الرجال في السلطة التي تشكل مصير الأمم ، نناشدكم ألا تتركوا أي وسيلة للتوفيق أو التحكيم لترتيب دولي الاختلافات التي قد تساعد على تجنب إغراق نصف العالم المتحضر بالدم». قرروا التعاون مع الفرع البريطاني للتحالف في اجتماع عام ، عقد في 3 أغسطس مع السيدة فوسيت على الرئاسة ، وتم اتخاذ قرار مشابه لما سبق. في العدد القادم من الأخبار الدولية ، عندما تم إعلان الحرب. 
كانت فاوست وكات تستعدان لإرسال وفدا من التحالف إلى مؤتمر السلام للمطالبة بإعلان حق المرأة في التصويت عندما قامت الرابطة الوطنية لحق المرأة في التصويت من خلال رئيستها السيدة دو ويت-شلومبرجير بالمبادرة ودعت الجمعيات الوطنية للدول الحليفة إلى إرسال ممثلين إلى باريس للضغط عليها. وقد استقبلهم أعضاء المؤتمر بحرارة ، وتم وضع إعلان داعما للمساواة السياسية للمرأة والأهلية للأمانة في دستور عصبة الأمم ، التي جذب انتباه العالم
عندما دعت الضرورة للتخلي عن خطة عقد مؤتمر التحالف في برلين عام 1915، أرسلت هولندا دعوة عاجلة لذلك العام ، لكن قبولها لم يكن ذا جدوى. فقد أراد المساعد السويدي عقده في وقت ومكان مؤتمر السلام ولكن تبين أن هذا غير سليما. فقد رأي معظم الموظفين والمساعدين في مختلف البلدان في عقد مؤتمر في الربيع القادم بعد الهدنة ولكن ثبت أن هناك عقبات لا يمكن التغلب عليها. قرب نهاية عام 1919، تم قبول دعوة من جمعيات الاقتراع في إسبانيا للمجيء إلى مدريد في عام 1920. كانت الاستعدادات جارية عندما تطورت المعارضة المحلية مما جعل من الضروري التخلي عن الخطة. كانت سويسرا قد دعت بالفعل المؤتمر وذهب بسعادة إلى جنيف 
قالت السيدة كويت أمينة الصندوق في تقريرها  "سوف تتذكر أنه في بودابست في عام 1913 تم جمع حوالي 2000 جنيه ، كان معظمها من خلال وعود بتبرعات سنوية على مدار عامين وكان هذا المبلغ لتمويل المقر والورقة حتى التقينا في برلين في عام 1915. في أغسطس في عام 1914، لم يتم استلام حتى الأقساط الأولى ، ومنذ ذلك الحين ، نظرًا لظروف الحرب ، أصبح من المستحيل على بعض أكبر المانحين أن يستوفوا تعهداتهم. في مواجهة احتمال إغلاق عملنا ، فقد جاءت تلك المساعدة من مساعدنا في الولايات المتحدة ، فقامت السيدة كات بمساعدة من العديد من أصدقائها المخلصين ، بجمع مبلغ 4333 دولار ، تم وضعه تحت تصرفنا مكّنت التحالف من الاستمرار ، وعندما أتحدث عن مساعدة الولايات المتحدة ، أود أن أشير بشكل خاص إلى العمل الرائع للتحالف الذي قامت به الآنسة كلارا هايد ، السكرتيرة الخاصة للسيدة كات. بسبب أن عدد المنتسبون الفخريون في الولايات المتحدة يصلون الآن إلى ثلاثة أضعاف ما هو عليه في أي بلد آخر ؛ كما أنها قد تضاعفت ثلاث مرات عدد المشتركين في الأخبار الدولية في الولايات المتحدة. عملها المخلص هو مثال على ما يمكن القيام به من قبل مساعدة وطنية واحدة لتعزيز تطوير التحالف ، وأوصي بمثالها للتقليد العالم 
استمرت الولايات المتحدة الإضافية في إضافة المبلغ المذكور أعلاه ، وبداية من من مايو 1916 وحتي مايو 1920، فقد أرسلت رسوم العضوية والاشتراكات للجريدة والتبرعات التي وصلت الي 9,337 دولارًا. كانت السيدة فرانك رويسينج ، رئيسة رابطة بنسلفانيا للاقتراع ، مسؤولة عن جمع أكثر من 5000 دولار من هذا المبلغ. وقد تم جمع حوالي 3500 دولار أمريكي بمعرفة لجنة بريطانية كان روزاموند سميث رئيسًا لها وإيميلين بيتيك. لورنس ، أمين الصندوق. كانت الولايات المتحدة ، التي لم تعان من الحرب إلى حد الدول الأوروبية ، مساهمًا كبيرًا في هذا الصندوق . وفي ختام المؤتمر ، لم تكن هناك أموال متاحة للعام المقبل ، وكان المندوبون من جميع البلدان يشعرون بآثار الحرب في الجانب المالي. في هذه اللحظة الحرجة ، قدمت كاثرين ديكستر ماكورميك من الولايات المتحدة ، وزيرة التحالف المقابلة ، مساهمة بقيمة 5000 دولار ، وبعد ذلك بقليل ، أضافت لجنة ليزلي 4000 دولار. وبهذا ومع اشتراكات فردية ، تم جمع مبلغ مبلغ حوالي 15000 دولار وبذلك تم تأمين النفقات الازمة لاستئناف ومواصلة عمل التحالف.
كانت كات هي رئيسة تنظيم التحالف في برلين 1904 حيث لم يكن هناك مرشح آخر في أي انتخابات. تم رفض رغبتها القوية لترك المكتب في بودابست. ذهبت إلى جنيف بتصميم إيجابي على عدم قبوله مرة أخرى لكنها واجهت مجموعة من المندوبين مصممة عليب بقائها بنفس القدر. لم تكن فقط مدعومة من جميع دول الحلفاء، التي كانت معروفة أثناء الحرب ، لكنها كانت مقبولة بنفس القدر من قِبل الدول المركزية.  حتي اضطرت حرفيا للاحتفاظ بالمكتب. 
تم ترشيح الموظفين الاخرين  بالاقتراع  وتم تسليم الترشيحات في الاجتماع، ووتم اختيار العشرة الحاصلين على اعلي عدد من الأصوات لتشكيل المجلس. كانوا كالتالي: ديويت شلمبرجير (فرنسا) وكريستال ماكميلان (بريطانيا العظمى) وآنا ب. ويكسل (السويد) ومارجيري كوربيت آشبي (بريطانيا العظمى) والدكتور مارغريتا أنكونا (إيطاليا) وآنا ليندمان (ألمانيا) وإيليانور راثبون (بريطانيا العظمى)، كاثرين ديكستر ماكورميك (الولايات المتحدة)، السيدة. جيرارديت فييل (سويسرا)، أديل شرايبر كريجر (ألمانيا). وكان معظمهم من موظفي الرابطة الوطنية في بلدانهم. كان راثبون أيضًا عضوًا في مجلس مدينة ليفربول.
ومن بين المندوبين الـ 22 الذين تم إرسالهم كمندوبين حكوميين كان فيسكونتيس أستور وماري ستريت وأدي وورث باجلي دانيلز. كان الأعضاء المدعوين حاضرين من تسع دول ، بما في ذلك عشرة من الهند وواحدة من اليابان وزوجة رئيس التتار في برلمان القرم. كان هناك مندوبين وديين من ست جمعيات دولية ؛ من جمعيات من كل بلاد  أوروبا تقريبًا (أربعة عشر في بريطانيا العظمى) ومن جنوب إفريقيا وأستراليا والأرجنتين وأوروغواي. تم إرسال التحية من الجمعيات في العديد من البلدان بما فيها الصين. 
وقد تم الإعلان عن عدد من القرارات المتخذة في تقرير الإجراءات. وكان الجزء الآخر من أجل المساواة في مركز المرأة مع الرجل في الهيئات التشريعية والإدارية ؛ الحقوق الشخصية والمدنية الكاملة للمرأة المتزوجة ، بما في ذلك الحق في دخلها وممتلكاتها ؛ الوصاية المتساوية لأطفالها من قبل الأمهات ؛ حيث أن لأطفال الأرامل بدون أحكام الحق في النفقة  المدفوعة للأمهات من قبل الدولة؛ وأن يكون للأطفال الغير شرعيين نفس الحق في النفقة والتعليم من الأب مثل الأطفال الشرعيين ، وللأم الحق في النفقة أثناء عجزها. دعت القرارات إلى إتاحة الفرص للمرأة مثل الرجل لجميع أنواع التعليم والتدريب والدخول في المهن والصناعات ومناصب الخدمة المدنية وأداء الوظائف الإدارية والقضائية ، وطالب بأن يكون هناك أجر متساوٍ مقابل العمل المتساوي؛ وضرورة الاعتراف بحق المرأة في العمل ، سواء كانت متزوجة أو غير متزوجة ، ولا تفرض أي لوائح خاصة تتعارض مع رغبات النساء أنفسهن. ودعي الي مستوي اعلي للمعايير الأخلاقية لكل من الرجال والنساء واتُخذت قرارات مختلفة لمكافحة الاتجار بالنساء ، ولوائح التمييز بين المرأة والتنظيم الحكومي للبغاء.
اتخذ الكونغرس موقفا حازما بشأن عصبة الأمم واعترافها بالمرأة في القرار التالي: "ان النساء من الواحد وثلاثين دولة المجتمعين في الكونغرس في جنيف ، أكدوا أنه في مجتمع قوي للأمم  قائم على أساس مبادئ الحق والعدالة  يكمن الأمل الوحيد في ضمان سلام العالم في المستقبل ، ودعوة نساء العالم بأسره لتوجيه إرادتهن وذكائهن وتأثيرهن على تنمية مجتمع الأمم وتوطيده على هذا الأساس ، ومساعدته  بكل الطرق الممكنة في تحقيق الأمن والسلام والخير في جميع أنحاء العالم. 
و قد تم اتخاذ قرار بدعوة عصبة الأمم إلى عقد مؤتمر للنساء الممثلات سنويًا بغرض النظر في المسائل المتعلقة بشئون المرأة الاجتماعيه ووضعها ؛ علي ان يتم عقد المؤتمر في مقر الاتحاد ، إن أمكن ، وان تدفع النفقات من قبل الاتحاد. كما أصدر المجلس تعليماتًا إلى مارجريت كوربيت اشبي لترتيب عملية انتداب لعصبة الأمم لتقديم القرارات وطلب الدعوة للمؤتمر في أقرب وقت ممكن. في اليوم الأخير من المؤتمر ، قدم مجلس ولاية كانتون والمجلس البلدي في جنيف حفل استقبال رسمي وشاي للمندوبين والزوار.

## اقرا أيضا
- المؤتمر الأول للتحالف الدولي لحق المرأة في التصويت
- المؤتمر الثالث للتحالف الدولي لحقوق المرأة
- المؤتمر الثاني للتحالف الدولي لحق المرأة في التصويت
- المؤتمر الخامس للتحالف الدولي لحق المرأة في الإقتراع
- المؤتمر الرابع للتحالف الدولي لحق المرأة في التصويت
- المؤتمر السابع للتحالف الدولي لحقوق المرأة
- المؤتمر السادس للتحالف الدولي لحقوق المرأة